# Tanoa Visawaqa
Ratu Tanoa Visawaqa, littéralement « le chef Tanoa qui incendia la pirogue », surnommé ainsi en souvenir de l'un de ses hauts faits guerriers, succéda en 1829 à son frère Naulivou au titre de grand chef de l'île Bau (Vunivalu ni Bau) située dans l'océan Pacifique sud

## Biographie
Il est le fils de Ratu Banuve Baleivavalagi qui fut également grand chef de Bau de 1770 à 1803 et d'une femme de Rewa. Il eut neuf épouses dont Adi Talaloka qui avant cette union était la femme de son prédécesseur. En 1832, il dut s'exiler de Bau à Somosomo (Taveuni) chez ses alliés de Caukodrove afin d'échapper à un complot ourdi entre autres par son demi-frère Navuaka Komainaqaranikula Tui Veikoso. Le conflit aurait pour origine la volonté des principaux alliés et chefs de clans de Bau de faire la guerre aux Rewa, ce que refusa Tanoa étant vasu ni Rewa (lié par sa mère à cette chefferie). Il put retrouver son trône en 1837, grâce en particulier à son fils Ratu Seru Cakobau qui devait lui succéder à la tête de la grande chefferie. 
En 1838, Dumont d'Urville alla lui rendre visite à Bau afin de  lui demander son aide à venger le massacre en 1834 du brick l’"Aimable Joséphine" du capitaine Bureau par le grand chef de Viwa, un certain "Nalakassé". D'Urville qui partagea le kava (voir annexe) avec Tanoa, le décrit ainsi : 
« [Tanoa] est un vieillard de 70 ans environ. Sa barbe est blanche et très longue, sa tête couverte par un bonnet de matelot en laine et entourée de guirlandes de fleurs. Sa tête est sérieuse, sa taille petite et il n'a pour tout vêtement qu'une ceinture autour de corps. »
Tanoa devait décéder en décembre 1852 après avoir largement accru l'influence de Bau sur l'archipel fidjien. Pour ses funérailles, six de ses épouses furent étranglées. Comme le voulait la coutume, celles-ci devaient continuer à servir leur mari dans le "burotu", monde des morts.

## Annexe
Récit de la cérémonie du kava organisée par Tanoa en l'honneur de D'Urville.
« Enfin arriva le kava qui se prépare à peu près à la mode de Tonga. Un plat en bois est apporté au milieu de l'assemblée, et placé en face du roi. Il est formé d'un seul bloc dans lequel on a taillé toute la pièce, y compris les trois pieds qui le soutiennent ; ensuite, quelques esclaves apportent à Tanoa la racine du Kava. Le roi choisit les morceaux et les fait distribuer à des hommes qu'il désigne et qui sont chargés de le mâcher. Ceux-ci, sans doute des chefs puissants, après avoir donné quelques coups de dents, semblent se débarrasser de ce soin à quelques individus qui viennent s'accroupir autour du roi, et tout autour du plat dans lequel ils rejettent la racine de kava, après qu'elle a été mâchée. Ces préparateurs ayant terminé, ils fixent le roi et le silence se rétablit. Celui-ci fait avec la tête, une espèce de signe affirmatif et aussitôt les préparateurs jettent de l'eau dans le plat et y mêlent avec la main la racine mâchée, dont ils retirent ensuite le résidu avec des parquets de filasse fait avec la fibre de coco.

Dès lors, le kava semble terminé et prêt à être distribué ; mais l'étiquette exige que le roi s'assure par lui-même que la préparation a été bien faite ; c'est sans doute dans ce but qu'un homme espèce de maître d'hôtel de cette cérémonie sauvage, étend jusqu'aux pieds du roi une corde d'environ deux mètres qui est fixée au plat à kava. Tanoa, en effet qui sans doute trouve la liqueur ainsi préparée trop chargée en kava, donne l'ordre d'y ajouter de l'eau et ensuite il le fait servir. C'est surtout dans cette distribution que règne l'étiquette la plus scrupuleuse. Le roi seul qui préside la cérémonie est appelé à désigner l'ordre dans lequel elle doit avoir lieu. La première coupe est toujours offerte au chef le plus puissant, la deuxième appartient ensuite à celui qui occupe le second rang, soit par sa naissance, soit par sa puissance, et ainsi de suite suivant l'ordre des préséance. Chacun doit attendre avec une patience indicible que son nom sorte enfin de la bouche du despote, et avec quelle grandeur ne doit il pas savourer cette coupe fortunée qui témoigne de son rang.

Le kava une fois préparé, un homme en remplit le coco qu'il tient à la main, et debout, le bras tendu du côté du roi, il attend l'ordre de Tanoa. Alors une espèce de héraut d'armes prononce quelques paroles à haute voix qui doivent être traduite ainsi :  « le kava est versé », ce à quoi le roi répond, « donnez le à ... ».

La première coupe fut présentée à un vieil homme qui ne siégeait point au rang des premiers chefs. On m'a dit que c'était une espèce de personnage, un devin semblable au toui-tonga de tonga-tabou, qui ne s'occupe nullement des affaires de ce monde mais qui y jouit d'une immense considération. La seconde fut présentée au roi Tanoa qui se hâta de me la présenter ; mais le lecteur sans doute comprendra facilement toute ma répugnance pour cette boisson, lorsque surtout je venais d'assister à sa préparation. Je m'empressai donc de l'échanger contre un verre de vin que j'avais apporté et Simonet but le kava en mon lieu et place. Comme j'avais expliqué à Tanoa que le vin était le kava des Français, il m'en demanda un verre que je lui versais et qu'il sembla goûter avec plaisir. »